# Kocudza (gmina)
Kocudza (od 1973 Dzwola) – dawna gmina wiejska istniejąca w latach 1916–1954 w woj. lubelskim. Siedzibą gminy była Kocudza (Kocudza Dolna).
Gmina Kocudza została utworzona w ramach carskiej reformy administracyjnej 1864 roku jako jedna z 14 gmin powiatu biłgorajskiego guberni lubelskiej Królestwa Polskiego. Po podziale powiatu biłgorajskiego między gubernię lubelską i chełmską w 1912 gmina została włączona do powiatu janowskiego. Po zajęciu tych terenów przez Austro-Węgry w 1915 przywrócono poprzedni podział administracyjny. Po odzyskaniu przez Polskę niepodległości w 1918 gmina znalazła się w powiecie biłgorajskim województwa lubelskiego.
Według stanu na 30 września 1921 gmina Kocudza obejmowała miejscowości Andrzejówka, Bukowa, Celinki, Dzwola, Kapronie, Kocudza, Kocudza Górna, Kocudza Dolna, Konstantów, Korytków Mały, Korytków Wielki, Władysławów i Zdzisławice. Gmina liczyła 6404 mieszkańców.
Według stanu na 1 lipca 1952 gmina Kocudza składała się z 13 gromad: Andrzejówka, Bukowa, Dzwola, Kapronie, Kocudza I, Kocudza II, Kocudza III, Kocudza Górna, Konstantów, Korytków Duży, Korytków Mały, Władysławów i Zdzisławice. 1 stycznia 1953 roku z gminy Kocudza wyłączono gromady Andrzejówka, Bukowa i Korytków Duży i włączono je do gminy Puszcza Solska.
W reformie administracyjnej 1954 roku dotychczasowa gmina Kocudza została podzielona na gromady Dzwola i Kocudza. 1 stycznia 1956 obie gromady przeniesiono do odtworzonego powiatu janowskiego.
W kolejnej reformie administracyjnej 1 stycznia 1973 gmina Kocudza nie została odtworzona, a jej obszar podzielono między utworzone wówczas gminy Dzwola powiatu janowskiego (wsie Celinki, Dzwola, Kapronie, Kocudza, Konstantów, Władysławów i Zdzisławice) i Biłgoraj powiatu biłgorajskiego (wsie Andrzejówka, Bukowa i Korytków Duży) oraz gminę Frampol (Korytków Mały).